# 光叶楔叶榕
光叶楔叶榕（学名：Ficus trivia var. laevigata）为桑科榕属下的一个变种。

## 扩展阅读
- 維基物種上的相關：光叶楔叶榕